# 北鉄奥能登バス
北鉄奥能登バス株式会社（ほくてつおくのとバス）は、石川県輪島市に本社を置く北陸鉄道グループのバス会社。主に奥能登を営業区域とする。金沢駅への特急バスや、のと鉄道の廃止代替バスも運行している。

## 歴史
奥能登地方における乗合自動車は、大正時代から個人事業者の営業はあったが、1935年（昭和10年）に運行を開始した省営バスを除くと、北陸鉄道発足以後も旧門前町を除くと輪島 - 木の浦、輪島 - 宇出津など能登半島外浦を中心にわずかな路線にとどまり、能登半島定期観光バスも国鉄バスとの共同運行だった。
1979年（昭和54年）に奥能登特急線（輪島駅前 - 和倉温泉・金沢駅、のちの輪島特急線に相当）の運行が開始されると、利便性の高さから好評となって増発され、さらに能登有料道路が延長されると、1990年（平成2年）以降、珠洲市への珠洲特急線、能都町（現能登町）への宇出津真脇特急線が運行されるようになった。
そのように新しい路線が運行される反面、ローカル路線は乗客減少に悩まされており、不採算路線維持のために北陸鉄道本体から分離して子会社化することになった。1989年（平成元年）には、門前営業所を本社に能登中央バスを設立して運行を開始した。2001年（平成13年）にはのと鉄道七尾線の穴水駅 - 輪島駅間の廃止に伴い、代替バスの運行を開始している。
奥能登観光開発はもともと北陸鉄道の子会社として設立され、大崎島レストハウス・レストラン奥能登・鰐崎レスト（いずれも珠洲市）を運営していたが、1992年（平成4年）にレストラン奥能登・鰐崎レストの営業終了後は運営対象の施設がなくなり、実質的な休眠会社となっていた。1999年（平成11年）に業態を転換、北陸鉄道から奥能登地区の路線の譲渡を受けて路線バス運行を開始したが、業態転換後も社名が変更されなかったため、一見しただけではおよそバス会社らしからぬ社名になっていた。
その折、西日本JRバスが2002年（平成14年）3月31日に穴水支所・能登飯田派出所を閉鎖して能登地区から撤退したのに伴い、穴水地区の路線を能登中央バス、飯田地区の路線を奥能登観光開発がそれぞれ譲受している。
さらに2005年（平成17年）には、のと鉄道能登線の全線廃止に伴う代替バスを運行することになり、結果的に能登半島の奥能登地区の公共交通は北陸鉄道グループのバス路線に一元化された。しかし、その後能登線代替バスの運行では2社での運行による連携の問題等で弊害が出たこともあり、北陸鉄道は2008年（平成20年）、グループ会社の再編の一環として能登中央バスを存続会社として奥能登観光開発を吸収合併、能登中央バスを北鉄奥能登バスに社名変更のうえ本社機能を門前から輪島へ移転した。
2025年1月30日、4月1日付で当社を存続会社として北鉄能登バスを吸収合併することが発表された。なお、本店は石川県七尾市津向町ト107番地2（旧北鉄能登バスの本店所在地）に移転し、商号は「北鉄能登バス」となる。

### 令和6年能登半島地震に伴う運行状況
2024年（令和6年）1月1日に発災した令和6年能登半島地震により、営業路線ならびに営業所施設に甚大な被害が生じ、発災以降全線にわたり運休が続いていたが、同年1月25日より能登方面特急・急行バスのうち、輪島特急線（金沢駅～穴水～のと里山空港～輪島マリンタウン）、珠洲特急線（金沢駅～穴水～のと里山空港～柳田～すずなり館前）、珠洲宇出津特急線（金沢駅～穴水～のと里山空港～宇出津～すずなり館前）について、臨時ダイヤで運行を再開した。ただし当面の間の乗車は「被災者および親族の方を優先」とし、約1か月間は運賃を無料とする。その後一般路線バスも運転を再開したが、沿線に道路の被災箇所が多数存在していることなどから、大幅に運行本数を減らした暫定ダイヤでの運行が続けられている。
2024年9月7日からは珠洲特急線および珠洲宇出津特急線を休止し、代替として輪島特急線と接続する穴水珠洲Ｃ線を運行している。

## 営業所
現在の事業所
- 輪島営業所：石川県輪島市杉平町蝦夷穴70
- 輪島旅行センター（旧輪島駅）：石川県輪島市河井町20-1-131
- 穴水支所：石川県鳳珠郡穴水町字大町い55-1
- 飯田支所：石川県珠洲市野々江町ヒ1-4（道の駅すずなりに隣接）
  - かつては「飯田車庫」として別の場所に存在していたが、道の駅すずなりの開設に伴って現在地に移転した。
- 宇出津支所：石川県鳳珠郡能登町字宇出津新港3丁目2-1
  - もともとは旧宇出津駅前にあったが、コンセールのと建設に伴う旧宇出津駅前再開発のため2016年に現在地に移転。

過去の事業所
- 曽々木支所：石川県輪島市町野町西時国鳥毛9（2018年3月31日廃止）
- 門前支所：石川県輪島市門前町走出2-111（2020年3月31日廃止）

## 特急バス

### 運行中の路線

#### 輪島特急線
- 金沢駅西口 - 中央病院 - 県庁前(能登方面のみ) - 戸水西 - 医大病院 - 高松SA - 西山PA - 穴水此の木（くのぎ） - （ のと里山空港） - 三井駅前 - 輪島駅前 - 輪島マリンタウン
  - 2022年4月より、北鉄金沢バスとの共同運行になる。
  - 上下線とも内灘インターチェンジから穴水インターチェンジまでのと里山海道を経由し、志雄パーキングエリアでトイレ休憩を行っている。
  - 一部便はのと里山空港を経由しない。

### 運行休止中の路線

#### 珠洲特急線
- 金沢駅西口 - 中央病院 - 県庁前(能登方面のみ) - 戸水西 - 医大病院 - 西山PA - 穴水駅前 - 穴水此の木 - のと里山空港 - 桜峠 - 柳田天坂 - 鵜島 - 珠洲鵜飼 - 珠洲市役所前 - すずなり館前 ← 珠洲鉢ヶ崎
  - 上り線はのと里山海道別所岳サービスエリアで、下り線は同じく志雄パーキングエリアでそれぞれトイレ休憩を行っている。
  - すずなり館前 - 珠洲鉢ヶ崎間は、上り第2便のみの片道運行。
  - 2019年3月31日までは1往復がすずなり館前 - 大谷間を延長運転していたが、翌4月1日のダイヤ改正で廃止された。
  - 2024年9月7日から運行を休止し、代替として穴水駅前 - すずなり館前（停車停留所は休止時の本路線と同じ）を運行する穴水珠洲Ｃ線がのと里山空港停留所で輪島特急線と連絡する運行形態に変更された[11]。

#### 珠洲宇出津特急線
- 金沢駅西口 - 中央病院 - 県庁前（能登方面のみ） - 戸水西 - 医大病院 - 西山PA - 穴水駅前 - 穴水此の木 - のと里山空港 - 桜峠 - 柳田天坂 - 能登町役場前 - 縄文真脇温泉口 - 九十九湾 - 内浦総合支所前 - 恋路浜 - 珠洲市役所前 - すずなり館前
  - 金沢駅 - すずなり館前間を運行する上り便はのと里山海道別所岳サービスエリアで、下り便は同じく志雄パーキングエリアでそれぞれトイレ休憩を行っている。
  - 2024年9月7日から運行を休止し、代替として穴水駅前 - すずなり館前（停車停留所は休止時の本路線と同じ）を運行する穴水珠洲Ｃ線がのと里山空港停留所で輪島特急線と連絡する運行形態に変更された[11]。

## 一般路線
2025年7月時点。のと鉄道代替バスについては後述。

### 輪島駅前発着

#### 輪島線
- 門前総持寺前 - 浦上 - 二俣 - 輪島駅前 - 市立輪島病院

#### 町野線
- 市立輪島病院 - 輪島駅前 - 寝豚 - 白米千枚田[13] - 曽々木口 - 下時国 - 上時国 - 町野 - 柳田 - 能登町役場前 - 能登高校南
  - 令和6年能登半島地震発生前は全区間を直通していたが、運行再開後は市立輪島病院 - 町野・町野 - 能登高校南間の2系統に分割され、町野で相互に接続が取られるダイヤとなっている。

### 穴水総合病院・穴水駅前発着

#### 穴水線
- 穴水総合病院 - 穴水駅前 - 穴水此の木 - 唐川口 - 小又 - 谷口 - 本市口 - 門前総持寺前
  - フリー乗降区間は此の木 - 本市口間である。

#### 鹿島線
- 穴水総合病院 - 穴水駅前 - 新崎崎出 - 能登鹿島 - 曽福[14]
  - 穴水駅からのと鉄道七尾線沿いに国道249号を南下する路線である。

#### 高校線
- 穴水駅前→職業短大前→穴水高校前→穴水駅前	
  - 西日本JRバス城山線の代替路線である。
  - 登校日の平日に1便のみ運行される。

## のと鉄道代替バス

### 旧七尾線
- 穴水総合病院 - 穴水駅前 - 此の木 - 市の坂／のと里山空港 - 三井駅前 - （市立輪島病院） - 輪島駅前
  - のと鉄道七尾線の穴水－輪島間の廃止代替バスである。一部の便はのと里山空港・市立輪島病院を経由する。

### 旧能登線
のと鉄道能登線の廃止代替バス。バス転換当初は穴水－珠洲間を直通運転する穴水珠洲線が多かったが、長距離便のため定時運行が困難で遅れが恒常化したこと・沿線人口のさらなる減少などの理由によってダイヤの見直しが進められた。さらに令和6年能登半島地震に伴って沿線に甚大な被害が発生したことや運転手不足のため運行系統の大幅な再編が行われ、2025年4月時点では穴水珠洲線はのと里山空港を基点とする2路線での運行となり、この他に穴水－宇出津間の穴水宇出津線・宇出津－珠洲間の宇出津珠洲線が運行される形態となった。
2025年3月15日付のダイヤ改正で、末端部のすずなり館前 - 弁天公園前 - 珠洲鉢ヶ崎間が廃止された。

#### 穴水宇出津線
のと鉄道能登線の廃止代替バスで、旧能登中央バスの路線である。内陸部の明千寺を経由するA線、海沿いの岩車を経由するB線、国道249号を通り能登端穂を経由するC線の3つに大別されている。
2025年4月時点
- 穴水宇出津A線：穴水総合病院 - 穴水駅前 - 明千寺 - 鵜川駅前 - 藤波駅口 - 宇出津病院前 - 能登町役場前
  - 1日1往復の運行。

- 穴水宇出津B線：穴水総合病院 - 穴水駅前 - 東町 - （向洋小学校） - 岩車 - 能登町役場前
  - 1日2往復の運行。下り1便は向洋小学校を経由しない。

- 穴水宇出津C線：（穴水総合病院→）穴水駅前 - 東町 - （向洋小学校） - 能登端穂 - 能登町役場前
  - 下り2本・上り3本の運行。この他、能登端穂→能登町役場前間の区間便が1本ある。
  - 下り2便・上り1便は穴水駅で輪島特急に接続する。

2023年12月31日まで
- 穴水宇出津A線：穴水病院←穴水駅前←明千寺←鵜川駅前
  - 内陸部を経由する路線である。
  - 片道1本のみの運行であるが、同じ区間を含む穴水珠洲A線が1.5往復運行されている。

- 穴水宇出津B線：穴水総合病院 - 穴水駅前 - 東町 - （向洋小学校） - 岩車 - 能登町役場前
- 穴水宇出津B線：穴水総合病院←穴水駅前←東町←岩車←能登高校南←（崎山）←能登町役場前
- 穴水宇出津B線：穴水総合病院←穴水駅前←穴水小学校←大町東←岩車←能登町役場前
  - 海沿いの旧能登線のルートを比較的忠実にたどる路線である[16]。バス転換当初は大半がこの経路だったが、沿線には狭隘区間も多い。

- 穴水宇出津C線：（穴水総合病院→）穴水駅前 - 東町 - （向洋小学校） - 能登端穂 - 能登町役場前
  - 国道249号を通り内陸部をショートカットする路線である。2020年現在、穴水 - 珠洲を直通する便の多くはこのルートを経由する。
  - バス転換当初は能登中央バスの穴水鵜川線だった。

#### 宇出津珠洲線
のと鉄道能登線の廃止代替バスで、旧奥能登観光開発の路線である。海沿いの小木町経由がA線、内陸の十八束経由がB線、珠洲道路経由の快速がC線の3つに大別されている。
2025年4月時点
- 宇出津珠洲A線：能登高校南 - 能登町役場前 - 九十九湾 - 松波城址公園口 - 鵜飼駅前 - 珠洲市役所前 - 飯田高校下 - 珠洲市総合病院前 - すずなり館前
- 宇出津珠洲B線：能登高校南 - 能登町役場前 - 十八束 - 松波城址公園口 - 鵜飼駅前 - 珠洲市役所前 - 飯田高校下 - 珠洲市総合病院前 - すずなり館前
- 宇出津珠洲C線：鵜川駅前←藤波駅口←宇出津病院前←能登町役場前 - 柳田上町 - 内浦駒渡 - 珠洲鵜飼 - (すずなり館前←）飯田高校下
  - 下りは能登町役場前→飯田高校下の1便、上りは飯田高校前→すずなり館→能登町役場前→鵜川駅前の経路で2便が運行される。

2023年12月31日まで
- 宇出津珠洲A線：能登高校南 - 能登町役場前 - 九十九湾 - 松波城址公園口 - 鵜飼駅前 - すずなり館前 - 飯田高校下 - 珠洲市総合病院前 - 弁天公園前 - 珠洲鉢ヶ崎
  - 海沿いの旧能登線のルート沿いを走る路線である。以前の西日本JRバス小木線とほぼ同じ路線である。
  - 奥能登観光開発時代は宇出津鵜飼線、バス転換後に奥能登A線となった。

- 宇出津珠洲B線：能登高校南 - 能登町役場前 - 十八束 - 松波城址公園口 - 鵜飼駅前 - すずなり館前 - 飯田高校下 - 珠洲市総合病院前 - 珠洲鉢ヶ崎
  - 能登町役場前 - 松波城址公園口間で内陸部をショートカットする路線である。以前の西日本JRバス奥能登本線とほぼ同じ路線である。
  - 奥能登観光開発時代は宇出津松波線、バス転換後に奥能登C線となった。

- 宇出津珠洲C線：能登町役場前→柳田上町→内浦駒渡→珠洲鵜飼→飯田高校下
- 宇出津珠洲C線：柳田→柳田上町→内浦駒渡→珠洲鵜飼→飯田高校下[17]
- 宇出津珠洲C線：鵜川駅前←能登町役場前←柳田上町←内浦駒渡←珠洲鵜飼←すずなり館前←飯田高校下
  - 快速のみ運行され珠洲道路を通る路線で、飯田高校への通学路線という位置付けである。バス転換直後は奥能登快速線だった。

#### 穴水珠洲線
運行開始当初は穴水宇出津線と宇出津珠洲線を直通する運行形態だったが、2024年9月から輪島特急の接続便としてのと里山空港から宇出津・珠洲方面へ直行する運行形態に改められた。
2025年4月時点
- 穴水珠洲C線：のと里山空港 - 柳田天坂 - 能登町役場前 - 小木港 - 九十九湾 - 内浦総合支所
  - 1日3往復の運行。
- 穴水珠洲C線：のと里山空港 - 柳田天坂 - 内浦駒渡 - すずなり館前
  - 1日4往復の運行。

2023年12月31日まで
- 穴水珠洲A線：穴水駅前→東町→明千寺→能登町役場前→小木港→すずなり館前
- 穴水珠洲A線：穴水総合病院 - 穴水駅前 - 大町東 - 明千寺 - 能登町役場前 - 小木港 - すずなり館前
  - 穴水宇出津A線と宇出津珠洲A線を直通する路線である。バス転換直後は能登中央バスが穴水鉢ヶ崎A線、奥能登観光開発が奥能登B線として運行していた。
  - 2020年4月現在、1.5往復運行されている。

- 穴水珠洲B線：穴水総合病院→穴水駅前→東町→向洋小学校→岩車→能登町役場前→十八束→すずなり館前
- 穴水珠洲B線：穴水総合病院－穴水駅前－東町（大町東）→能登瑞穂→能登町役場前→十八束→すずなり館前
- 穴水珠洲B線：穴水総合病院←穴水駅前←大町東←能登瑞穂←能登町役場前←十八束←すずなり館前
- 穴水珠洲B線：穴水総合病院 - 穴水駅前 - 東町 - 能登瑞穂 - 能登高校南 - 能登町役場前 - 十八束 - 松波城址公園口
  - 穴水宇出津B線・C線と宇出津珠洲B線を直通する路線である。
  - バス転換直後は能登中央バスが穴水鉢ヶ崎B線、奥能登観光開発が奥能登C線として運行していた。

- 穴水珠洲C線：能登端穂→能登町役場前→小木港→飯田高校下
- 穴水珠洲C線：穴水駅前←能登端穂←能登高校南←能登町役場前←小木港←松波城址公園口
- 穴水珠洲C線：穴水駅前 - のと里山空港 - 柳田天坂 - 内浦駒渡 - すずなり館前（珠洲特急線の代替）
- 穴水珠洲C線：穴水駅前 - のと里山空港 - 柳田天坂 - 能登町役場前 - 小木港 - すずなり館前（珠洲宇出津特急線の代替）
  - 穴水宇出津C線と宇出津珠洲A線を直通する路線である。2024年9月7日に、休止された珠洲特急線と珠洲宇出津特急線の代替となる系統（停車停留所は特急線と同じ）が増便された[11]。

#### 穴水東部線
穴水地区の区間便に相当する。
2025年4月時点
- 穴水総合病院 - 穴水駅前 - 東町 - 向洋小学校 - 鹿波 - 沖波 - 宇加川
  - 下り2本（うち1本は土休日運休）、上り1本が運行される。

2023年12月31日まで
- 穴水総合病院 - 穴水駅前 - 東町 - 向洋小学校 - 旭ヶ丘2区 - 鹿波
- 穴水駅前→東町→旭ヶ丘2区→鹿波
- 穴水総合病院→穴水駅前→東町→向洋小学校 - 旭ヶ丘2区 - 野並 - 竹太
- 穴水総合病院←穴水駅前←東町←向洋小学校←旭ヶ丘2区←野並←前並南
- 穴水総合病院→穴水駅前→東町→向洋小学校→岩車→旭ヶ丘2区

## 廃止路線

### 定期観光バスおくのと号
定期観光バス「おくのと号」は、1961年（昭和36年）5月に国鉄バスとの共同で運行を開始した。1980年代には、石川さゆりのレコード「能登半島」の大ヒットによる能登観光ブームもあって集客源となっていたが、ブーム終焉以後は乗客が減少し、1995年（平成7年）3月には共同運行を行っていた西日本JRバスが定期観光を休止（事実上の廃止）し、北陸鉄道担当便も2003年（平成15年）7月、能登空港開港時に姿を消した。
「おくのと号」の廃止後は代わって能登空港発の「のと恋路号」（前身は「のとさいはてめぐり号」）および和倉温泉発の「のとフライト号」（担当は北鉄能登バス）が運行され、能登半島の観光振興に貢献してきたが、「のと恋路号」は思うように乗客が伸びず、2010年（平成22年）3月31日の運行を最後に廃止された。なお「おくのと号」は北鉄能登バスにより運行が続けられていたが、2023年（令和5年）3月31日の運行を最後に廃止されている。

### 特急バス
2014年5月31日廃止
大谷特急線
- 兼六園下・金沢城 - 金沢駅西口 - 中央病院 - 県庁前 - 医大病院 - 西山PA - 穴水駅 - 穴水此の木 - 能登空港(現:のと里山空港) - 柳田天坂 - 長尾 - 町野 - 曽々木口 - 曽々木 - 真浦 - 仁江 - 片岩 - 大谷
  - 柳田天坂までは先述の珠洲特急と同一経路だが、柳田天坂から町野、曽々木口を経由して大谷まで運行していた（町野~大谷間は後述の大谷A線と同経路だが、一部の停留所での乗降ができなかった）。

### 一般路線バス
2017年3月31日廃止
小山線
- 門前 - 山是清
  - おでかけバス二又・入山コースに統合。

2018年3月31日廃止
西保線
- 輪島駅前 - 小池 / 細田 - 上山口 - 男女滝（なめたき） - 雑座（ぞうざ）
  - 輪島市スクールバス混乗による代替バス「愛のりバス西保コース」に転換。

飯田線
- 上山 - 宇都山 - 飯田高校下 - すずなり館前 - 飯田港
  - 宇都山 - 飯田港間は大谷A線と同じルートを走り、宇都山から分岐する枝線だった。珠洲市スクールバス混乗による代替バス若山線に転換。

柳田線
- 柳田 - 重年 - 五十里 - 黒川 - 当目 - 兜地
  - 能登町スクールバス混乗による代替バス柳田線に転換。

2019年3月31日廃止
空熊線
- 市立輪島病院 - 輪島駅前 - 二俣 - 空熊 
  - 輪島市スクールバス混乗による代替バス「愛のりバス空熊コース」に転換。

2020年3月31日廃止
久川線
- 門前 - 池田 - 剱地（つるぎじ） - 久川（くかわ）
  - 輪島市スクールバス混乗による代替バス「愛のりバス久川コース」に転換。

皆月線
- 門前 - 日砂子 - 皆月 - 五十洲（いぎす）[18]
  - 輪島市スクールバス混乗による代替バス「愛のりバス七浦コース」に転換。廃止時は平日4往復、土日祝日は2往復で運行されていた[18]。また、終点の「五十洲」をはじめ、「日砂子」（びしゃご）など難読なバス停が多いのも特徴があった[18]。

2022年3月28日廃止
一般社団法人すずバスが運営する路線（料金無料、土日祝日全便運休）に転換された。
大谷A線
- 町野 - 寺地 - 曽々木口 - 曽々木 - 真浦 - 仁江 - 片岩 - 大谷 - 則貞 - 宇都山 - 飯田高校下 - 珠洲市総合病院 - すずなり館前 - 飯田港
  - すずバス「大谷飯田ルート」に転換。

大谷B線
- 曽々木口 - 曽々木 - 真浦 - 仁江 - 片岩 - 大谷 - 小浦出 - 高屋新保 - 木の浦 - 能登折戸 - 狼煙
  - すずバス「狼煙大谷ルート」に転換。
  - 大谷~木の浦間はフリー乗降区間であった。
  - 土・休日は1往復だけ運行されていた。

三崎線
- 飯田港 - 飯田高校下 - 珠洲市総合病院 - 正院 - 川尻口 - 本 - 森腰 - 粟津 - 大屋
  - すずバス「三崎飯田ルート」に転換。
  - 日曜・祝日は運休していた。
  - 川尻口~大屋間はフリー乗降区間であった。

木の浦線
- 能登飯田 - すずなり館前 - 飯田高校下 - 珠洲市総合病院前 - 正院 - 珠洲鉢ヶ崎 - 小泊 - 森腰 - 粟津 - 寺家塩津 - 狼煙 - 能登折戸 - 木の浦
- 能登飯田 - すずなり館前 - 飯田高校下 - 珠洲市総合病院前 - 正院 - 川尻口 - 岡田 - 東山中 - 能登折戸 - 木の浦 - 高屋新保 - 小浦出
  - すずバス「狼煙飯田ルート」に転換。なお、珠洲鉢ヶ崎・小泊経由は「狼煙飯田　海ルート」、岡田・東山中経由は「狼煙飯田　山ルート」となっている。
  - 岡田・東中山経由は平日1往復だけ運行されていた。また、珠洲鉢ヶ崎・小泊経由の一部の便は能登折戸発着であった。
  - 珠洲鉢ヶ崎・小泊経由の鉢ヶ崎~木の浦間と岡田・東中山経由の川尻口~木の浦間はフリー乗降区間であった。

2022年3月31日廃止
唐川（からこ）線
- 穴水総合病院 - 穴水駅前 - 栄町 - 穴水此の木 - 唐川口 - 上唐川
  - 平日のみ運行されていた。
  - 此の木 - 上唐川間はフリー乗降区間であった。

太田原線
- 穴水総合病院 - 穴水駅前 - 下出 - 樟谷 - 太田原 - 宮地 - 能登瑞穂 - 鵜川駅前
  - 平日のみ運行されていた。また、太田原 - 鵜川駅間は1往復だけ運行されていた。
  - 下出 - 能登瑞穂間はフリー乗降区間であった。

2023年3月31日廃止
上曽又線
- 能登高校南 - 宇出津病院 - 能登町役場 - 長坂 - 藤の瀬 - 鶴町 - 上曽又
  - 西日本JRバス神和住線の代替路線であった。
  - 長坂 - 上曽又間はフリー乗降区間であった。
  - 日曜・祝日は運休していた。

## 運行受託路線
- 輪島市コミュニティバス「のらんけバス」

## 車両
メーカーは三菱ふそう・日野・旧日産ディーゼルの3社製を使用している。路線車は1台を除いて中型・小型バスである。また、「のらんけバス」ではトヨタ・ハイエースも使用される。
原則として自社発注した車両と北陸鉄道本体あるいはグループ各社から転属してきた車両を使用しているが、岐阜バス等グループ外の他社から移籍してきた車両も少数存在する。2010年代には横浜市営バスから移籍した日野の大型ワンステップ車も1台在籍し、主にのと鉄道能登線廃止代替バスとして運行されていたが、その後加賀温泉バスに転属した（廃車済）。
特急車は三菱（珠洲特急線の一部に日野）を使用している。トイレは設置されていないが、前述の特急バスではトイレ休憩が設定されている。

## 乗車券

### 企画乗車券
奥能登まるごとフリーきっぷ
販売価格は3,000円（大人）。北鉄奥能登バスの全路線、特急バスの穴水 - 輪島・珠洲間、のと鉄道七尾線が2日間乗り放題になる。輪島旅行センター・たびスタ（コンセールのと内）・飯田支所、のと鉄道の穴水駅・七尾駅（みどりの窓口では購入不可）ならびに車内でも販売される。のと鉄道の「のと里山里海号」は乗車プランに限り追加料金で乗車できるが、七尾駅 - 和倉温泉駅間を走行する西日本旅客鉄道（JR西日本）の「サンダーバード」・「能登かがり火」・「花嫁のれん」には乗車できない。
金沢能登tabiwaパス
販売価格は3,260円（大人）。北鉄奥能登バスの全路線、特急バスの穴水 - 輪島・珠洲間、のと鉄道七尾線の他、JR七尾線・IRいしかわ鉄道線の七尾 - 金沢間が2日間乗り放題になる。乗車する日の前の月の同じ日から発売しているが、チケットレス乗車券のため、「tabiwa by WESTER」アプリのみでの発売となっており、窓口や車内で購入することはできない。サンダーバード・のとかがり火・花嫁のれん・のと里山里海号の乗車プランは各種追加料金を支払えば乗車できる。

## その他
2007年度末に珠洲市との間で同社一般路線バス利便性向上についての協議が持たれ、それと並行し市内全世帯にバス利用に関するアンケートを実施、その結果を踏まえさらに協議を重ね、2010年4月から新ダイヤによる運行を開始した。
また、2014年には輪島市との間で輪島特急線における停留所を絞るなど、更なる時間短縮を目指す「超特急バス」創設についての協議に入り、翌15年3月に種別をスーパー特急としたバスの運行を始めたが、現在は運行されていない。